# Domenico Moscati
Domenico Moscati (Napoli, 23 dicembre 1884 – Napoli, 1953) è stato un politico italiano.

## Biografia
Avvocato, fratello minore del santo Giuseppe Moscati, fu un esponente della Democrazia Cristiana a Napoli, e venne eletto consigliere comunale nella prima legislatura alle amministrative del 1946. Dal marzo 1948 al luglio 1952 fu sindaco di Napoli.
Fu anche dirigente dell'Ospedale dei Pellegrini e della Fondazione Ascalesi.